# Rewolucyjna Alternatywna Siła Ludowa
Rewolucyjna Alternatywna Siła Ludowa (hiszp. Fuerza Alternativa Revolucionaria del Común, FARC) – partia polityczna w Kolumbii.

## Historia
Partia została założona poprzez przekształcenie ruchu partyzanckiego Rewolucyjne Siły Zbrojne Kolumbii (FARC) w partię polityczną. Legalna działalność ugrupowania możliwa jest dzięki zawarciu porozumienia pokojowego między rebeliantami a rządem. Do powołania partii doszło w trakcie pierwszego legalnego zjazdu FARC we wrześniu 2017 roku. Na mocy porozumienia z rządem FARC do 2026 roku ma z góry zagwarantowane 10 miejsc w kolumbijskim kongresie.
Na kongresie założycielskim pomimo sprzeciwu części byłych partyzantów, którzy chcieli nazwać partię Nowa Kolumbia, przeforsowano nazwę zachowującą akronim FARC.
Liderem FARC jest Rodrigo Londoño. Symbolem ugrupowania jest czerwona róża. 

## Ideologia
Partia wyznaje lewicowe poglądy.